# Bhutaniella dunlopi
Bhutaniella dunlopi là một loài nhện trong họ Sparassidae.
Loài này thuộc chi Bhutaniella. Bhutaniella dunlopi được Peter Jäger miêu tả năm 2001.